# Эммануил Дзаккариа
Эммануил Дзаккариа (итал. Emmanuel Zaccaria, ум. 1288) —  генуэзский моряк, путешественник, торговец, а также первый сеньор Фокеи в 1275—1288 гг.

## Биография
Эммануил Дзаккариа был сыном генуэзского дворянина Фальконе Дзаккариа. Его брату Бенедетто I Дзаккариа удалось установить дружеские связи с византийским императором. Так, когда в 1275 году Эммануил вместе со своим братом посетил Константинополь, император Михаил VIII Палеолог отдал свою сестру замуж за Бенедетто, а Эммануил получил в управление Фокею. В этой области располагались ценные залежи квасцов. Тем самым для династии Дзаккариа это было чрезвычайно выгодное приобретение, особенно после того, как Эммануилу удалось создать в Фокее свою сеньорию, пользующийся широкой автономией. Более того ему удалось убедить Михаила VIII запретить импорт квасцов из Черного моря, хотя эта торговля также находилась в руках генуэзских купцов. В связи с этим Дзакарии удалось сколотить большое финансовое состояние.
Эммануил правил Фокеей до своей смерти в 1287 или 1288 году. Его сменил его брат Бенедетто I. Эммануил женился на Кларисии Фиеши. От этого брака у них было четыре сына: Тедисио, Леонардо, Одрадо и Манфредо.